# Drissa Tou
Drissa Tou (nascido em 1 de janeiro de 1973) é um boxeador burkinabé que competiu nos Jogos Olímpicos de Verão de 2000.
Tou competiu na divisão "peso mosca" e, após uma passagem na primeira rodada, perdeu para o francês Jérôme Thomas na próxima rodada, que passou a ganhar a medalha de bronze.